# 제67보병사단
제67보병사단(第六十七步兵師團, 67th Infantry Division, 상징명칭: 용진부대)은 대한민국 육군 제9군단 예하의 동원사단이었다. 충청북도 증평군에 사단 본부를 두었으며 예하에 제 190, 191, 192보병연대를 두고 있었다.
1976년 9월 10일에 창설되어, 2005년 12월 1일에 국방개혁 2020에 따른 편제 개편안에 따라 가까이에 주둔하고 있던 제37향토보병사단에 통합되어 해체되었다.

## 편성
- 제190보병연대 - 증평 훈련장
- 제191보병연대 - 대전
- 제192보병연대 - 대미마을
- 포병연대 - 105mm 대대 3개(366,367,368대대),155mm 독립대대 1개(936대대)

## 참고
1. ↑  “육군 67사단 창설 기념행사”. MBC 충북. 2001년 9월 10일. 2016년 12월 19일에 확인함.
2. ↑  박성진 (2005년 12월 2일). “육군 첫 사단 통·폐합”. 경향신문. 2016년 12월 19일에 확인함.